# Sekvenciranje
Sekvenciranje u genetici je metoda kojom je moguće utvrditi redoslijed pojedinih gradivnih elemenata u velikoj molekuli. Kod DNK i RNK utvrđuje se redoslijed nukleotida, a kod bjelančevina utvrđuje se redoslijed aminokiselina.  Između ostalog sekvenciranje se već počinje značajno koristi u modernoj dijagnostici. Između ostalog, posebno u dijagnostici rizika od nasljednih bolesti. Nosi li neki potomak u svojim genima promjenu naslijeđenu od predaka, a koja može značiti razvoj određene nasljedne bolesti.
Sekvenciranje DNK svojevrstan je početak istraživačke revolucije na polju genomike. Od 1995. godine do danas je na taj način sekvenciran genom 330 različitih organizama među kojima i čovjeka.
Dešifriranje ili "otključavanje" genskog koda izravno na "izvoru", naime na nivou DNK, za znanstvenika je uvijek poseban pothvat. Ako je DNK sekvencija poznata, moći će se uz pomoć znanja o genskom kodu direktno odrediti sekvencija aminokiseline kodiranog genprodukta - proteina. Do danas je razvijeno više metoda određivanja sekvencija DNK. Ranije je to bilo velik i skup pothvat, dok se modernim metodama sekvenciranje danas odvija skoro automatski. Dvije najznačajnije metode DNK sekvenciranja su:
1.Sangerova tehnika elegantno koristi prirodni tok replikacije kao uzorak za sekvenciranje i ona je još uvijek dominantno prisutna.
2. Maxim-Gilbertova tehnika u principu se bazira na kemijskom razlaganju pojedinih baza i u ovom trenutku je interesantnija kao povijesni trenutak jer se sve rjeđe koristi. Razvili su ju Allan Maxam i Walter Gilbert.
U novije vrijeme pojavila se metoda tzv. pirosekvenciranja koja nudi mogućnost ubrzanog sekvenciranja kroz visokoparalelnu aktivnost.

## Sangerova metoda sekvenciranja
Sanger je naime razvio dvije metode sekvenciranja nukleinskih kiselina. Ovdje ćemo prikazati jednu od njih - dezoxi metodu koja se pojavila 1977. godine. Replikacija DNK odvija se uz pomoć DNK polimeraze koja "ugrađuje u rastući drugi niz DNK nasuprot ležećem polinukleotidnom lancu (matrici). Međutim, ako se umjesto prirodnog nukleotida u postupku replikacije koristi kao prethodnik (2´3´DidesoxyNTP  = 2´3´ddNTP), onda će nakon njegove ugradnje replikacija niza biti završena. To znači da nakon njega neće biti više nijedan nukleotid ugrađen u niz (lanac). Na ovom mjestu će nastati prekid lanca. Za svaku bazu G,T,C, ili A postoji jedan odgovarajući 2´3´ddNTP. Dodamo li "mješavini koja se sekvencionira" - DNK polimerazu,  jedan lanac polinukleotida jedne DNK, te neophodne 4 odgovarajuće dNTPs, te dodatno jedan ddNTP /npr ddTNP), nakon reakcije nastat će serija DNK lanaca od kojih se svaki završava jednim dezoxi-T.
Da bi se odredile sve četiri baze bit će, naravno, provedena četiri različita reakcijska postupka. Pritom će se dobiti dijelovi lanaca (nizovi) različite dužine s odgovarajućim prisutnim bazama. Na kraju ćemo u svakom reakcijskom postupku elektroforezom u veoma finom akriamidnom gelu selektirati prisutne nizove DNK različite dužine. Ovaj gel ima vrlo veliku rezoluciju tako da je moguće odvojiti DNK nizove jedan od drugoga čak kad se oni razlikuju samo u jednom nukleotidu.
Nizovi (lanci) DNK će biti vidljivi tek nakon što po svakom reakcijskom postupku budu radioaktivno markirani. Ako se prema radioaktivno markiranom genetskom materijalu izloži (eksponira) rendgenskom filmu, moći ćemo na njemu u vidu crnih linija (traka) uočiti zapise radioaktivnih DNK nizova. Ako je npr. kod jednog takvog niza baza A-adanin na pozicijama 45, 60 i 81, onda će se i na filmu pojaviti crne linije (trake) te veličine. Time će biti dokazano da na toj poziciji u sekvenci DNK stoji adenin. Ako se umjesto radioaktivnog ddATP u reakcijskom postupku koristi radioaktivno ddGTP te sadrži nizove dužine npr. 76,97 i 123 značit će da se na tom mjestu nalazi baza guanin.
Tako se pozicija pojedinačne baze može odrediti na osnovu pozicije označene na rendgenskom filmu u vidu crne trake. Za očitavanje vrijednosti razvijeni su kompjuterski programi tako da je i taj postupak veoma ubrzan i s velikom točnošću.
Kod Sanger metode moramo još uzeti u obzir komplementarnost baza: Ako je A ugrađen, onda je, naravno, osnova na originalnom DNK nizu T.

## Maxam-Gilbertova metoda
Maxam-Gilbretova metoda (razvijena 1977. godine) se bazira na kemijskoj razgradnji vlastitih baza. Kao prvo, jedan od krajeva DNK mora biti radioaktivno markiran. Zatim će u četiri različite reakcijske posude biti realizirani postupci specifičnih razgradnji baza.
Za svaku bazu postoji specifična organsko-kemijska reakcija, koja će bazu specifično razgraditi i time, nakon još jedne kemijske reakcije koja slijedi, izazvati prekid u DNK lancu (nizu.) Ponovno će se dobiti fragmenti DNK čije će veličine biti točno određene u procesu DNK gelelektroforeze.
Na osnovu sekvenci baza jedne DNK, moguće je saznati sastav pripadajućeg proteina. Pošto se DNK sekvenciranje odvija brže nego sekvenciranje proteina, danas je najčešće moguće brže upoznati (dešifrirati) sekvence proteina putem DNK sekvenciranja, nego što je to moguće postići direktnim sekvenciranjem proteina.
DNK sekvenciranje je do danas toliko uznapredovalo, tako da je genetski materijal mnogih organizama već u potpunosti sekvenciran (npr. mnoge bakterije, kvasci, a početkom 2004. godine dešifriran je i genom čovjeka.